# Sokoliszcze
Sokoliszcze (ukr. Соколище) – wieś na Ukrainie w rejonie kowelskim, obwodu wołyńskiego. Liczy 232 mieszkańców.
Do 2020 w rejonie starowyżewskim.